# Mỹ Tâm
Phan Thị Mỹ Tâm (Đà Nẵng, 16 januari 1981), beter bekend onder haar artiestennaam Mỹ Tâm, is een Vietnamees zangeres, componist, actrice en danser. Ze verwierf bekendheid met nummers als "Nightingale", "Sing With the River", "A dream of love", "We Seemed To Be...", "Wish", "Brown Hair Dark Lips", "Bleeding Love", "Old Road", en "Foolish Love". Als actrice is ze bekend van de dramaserie Cho Một Tình Yêu.

## Biografie
Mỹ Tâm werd geboren in Đà Nẵng. Op haar zesde ging ze op ballet, en op haar negende begon ze met het bespelen van muziekinstrumenten, waaronder de piano en gitaar. Zelf had ze aanvankelijk geen plannen om een zangcarrière te beginnen. Ze won in haar jeugd meerdere talentenjachten en werd uitgekozen om naar de Military School of Art in Hanoi te gaan, maar vanwege de toestand van haar familie koos ze in plaats daarvan voor een vierjarige opleiding aan het Ho Chi Minh City Conservatorium.
In 1999 kreeg ze, terwijl ze nog studeerde, een contract bij Vafaco record en nam ze haar eerste demo op, "Please, baby". Hierna componeerde ze het lied "Love Forever". Beide nummers staan op haar debuutalbum "Love Forever". In 2000 liep haar contract bij Vafaco af. Datzelfde jaar won ze een bronzen medaille op het Asian Music Festival. In 2001 voltooide ze haar opleiding en bracht ze haar eerste album uit. Haar doorbraak kwam met het nummer "Toc nau moi tram". Twee andere nummers van haar debuutalbum, "My love Candle" en "Foolish live", werden erg populair als karaokenummers. Haar eerste single was "The Student Guitar". Dit lied werd nadien volop in de media gebruikt om het leven van studenten weer te geven.
In 2002 volgde haar tweede album, Not Only Me, en in 2003 haar derde, Yesterday and Now. Yesterday and Now werd het tot nu toe meest succesvolle album uit haar carrière, met als grootste hit "Wish". Dit lied is tot op heden haar meest kenmerkende lied gebleven. Van het album zelf werden bij de originele uitgave 100.000 exemplaren verkocht, en het album is nog steeds in de handel. In 2004 gaf ze twee stadionconcerten, en was daarbij de eerste Vietnamese artiest ooit bij wie een dergelijk concert geheel uitverkocht was. Na afloop van deze concerten werd ze door de media uitgeroepen tot de nummer 1 popster van Vietnam. Later dat jaar was ze de enige Vietnamese zangeres die deelnam aan het Asia Song Festival. Hier kreeg ze voor haar optreden de 'the plaque of Appreciation' en 'The Best Contribution Award' van de Koreaanse minister van cultuur.
In 2006 werkte Mỹ Tâm samen met de Zuid-Koreaanse platenmaatschappij Numari Picture aan haar vijfde album, Fly. Ook voor haar zesde album, The Return, werkte ze samen met een Koreaanse maatschappij omdat ze zich niet langer kon vinden in de opnametechnieken van de Vietnamese platenmaatschappijen.

## Stem
Mỹ Tâm is een mezzosopraan met een stembereik van drie octaven. Haar langste noot duurt 13 seconden. Haar zangstem past bij verschillende genres, waaronder popmuziek, dance en rock.

## Discografie

### Albums
1. Love Forever – Mãi Yêu (2001)
2. Not Only Me – Đâu Chỉ Riêng Em (2002)
3. Yesterday and Now – Ngày Ấy Và Bây Giờ (2003)
4. The Color of My Life – Hoàng Hôn Thức Giấc
5. Fly – Vút Bay (2007)
6. The Return – Trở lại (2008)
7. To The Beat – Nhịp Đập (Volume 7) (2008)
8. Melodies of Time – Những Giai Điệu Của Thời Gian (Special Edition)
9. My Dear Country – Tình khúc ca ngợi Quê Hương (Special Edition)
10. For a love – Cho một tình yêu (Single)

### Liveshows/concerten
1. "With Sunsilk, Shine Your Dreams" (Cùng Sunsilk tỏa sáng ước mơ) (2001)
2. "Yesterday and Now" (Ngày ấy và bây giờ) (2004)
3. "My Childhood Hometown" (TV show: Music and Friends) (2004)
4. "Live With Your Best" (Sống hết mình) (2004)
5. "Power of Dream" (Sức mạnh của những ước mơ) (2005)
6. "Multi-Frequency Sound Wave" (Sóng đa tần) (2008)
7. "Melodies of Time" (Những giai điệu của thời gian) (2010)
8. "Ten Years Of Singing Anniversary" (Kỉ niệm 10 năm ca hát) (2011)

## Televisie
- Mỹ Tâm was een jurylid tijdens het vierde seizoen van de Vietnamese realityserie/talentenjacht Sao Mai Điểm Hẹn.
- In 2010 was Mỹ Tâm te zien in de 37-afleveringen tellende dramaserie Cho Một Tình Yêu, geproduceerd door Nguyễn Tranh. Hierin speelt ze Linh Đan, een jonge zanger die droomt van een professionele carrière.